# Richmond upon Thames
Richmond upon Thames é um borough da Região de Londres, na Inglaterra.
Richmond upon Thames conta com mais de 179 mil habitantes. Richmond upon Thames é geminada com Fontainebleau em França, Constança em Alemanha, e Richmond em Virgínia, Estados Unidos.

## História
Foi fundado em 1965, pela fusão dos antigos boroughs municipais de Twickenham (Middlesex), de  Richmond upon Thames e de Barnes (Surrey). 

## Pontos de interesses

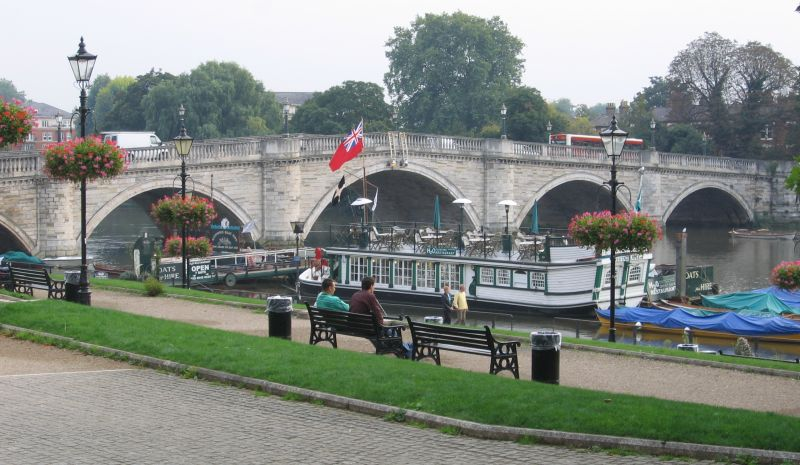
Ponte Richmond sobre o Tâmisa em Richmond upon Thames.

Existem neste borough aproximadamente 100 parques e áreas abertas. Os maiores e mais conhecidos parques são o Richmond Park, Bushy Park, Kew Gardens e Hampton Court Park. Porém, é mais conhecido pela presença do Hampton Court Palace e do Twickenham Stadium.